# 빌헬름 빈
빌헬름 카를 베르너 오토 프리츠 프란츠 빈(독일어: Wilhelm Carl Werner Otto Fritz Franz Wien, 1864년 1월 13일 ~ 1928년 8월 30일)은 독일의 물리학자이다.

## 생애
괴팅겐 대학교에서 공부하였으며, 베를린 대학교에서 헬름홀츠의 조수가 되어 많은 연구와 실험을 하였다. 1899년 기센 대학교 교수, 1900년 뷔르츠부르크 대학교 교수, 1920년 뮌헨 대학교 교수를 지내면서 연구를 계속하였다. 열복사 연구로써 흑체 복사에 있어서의 그 강도가 가장 크게 되는 파장은 절대온도에 반비례하여 변화한다는 빈의 변위 법칙을 발견하였다. 또한 막스 플랑크의 복사 공식의 발견에 앞서 단파장 열복사 강도의 근사적 공식을 이끌어내는 데 성공하여 플랑크 열복사 이론의 선구자가 되었다. 열복사 연구로 1911년 노벨 물리학상을 받았다. 저서에 《수력학 개요》, 《자연계로부터》 등이 있다.

## 같이 보기
- 특수상대론의 역사
- 질량-에너지 등가